# اسیومارکن
اسیومارکن (به سوئدی: Sjömarken) یک منطقهٔ مسکونی در سوئد است که در بخش بوروس واقع شده‌است. اسیومارکن ۲٫۲۵ کیلومتر مربع مساحت و ۲٬۸۲۹ نفر جمعیت دارد.